# 성 안드리 교회

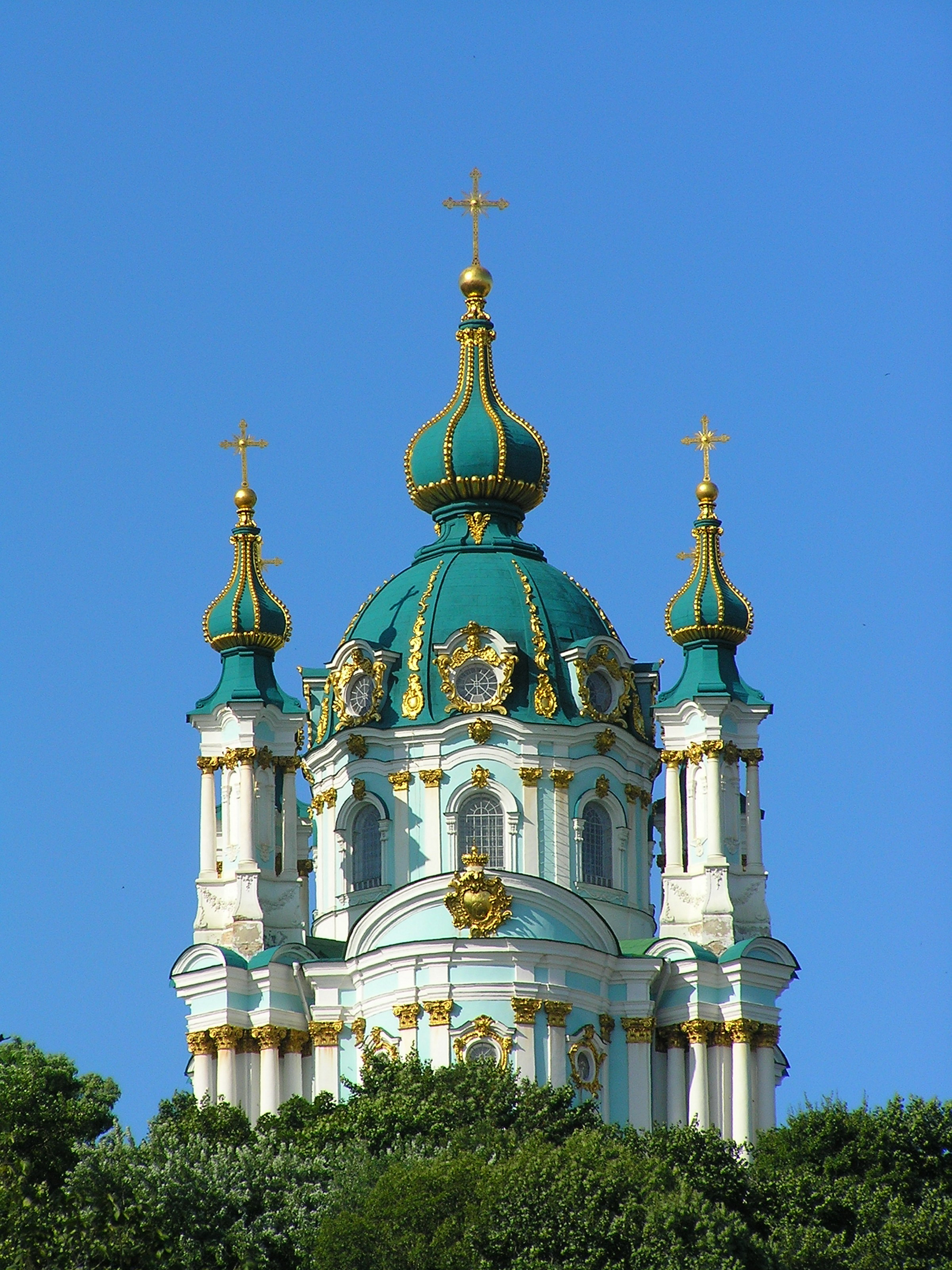
성 안드리 교회

성 안드리 교회(우크라이나어: Андріївська церква)는 이탈리아 건축가 바르톨로메오 라스트렐리가 디자인한 건축물로, 1747년에서 1754년 사이에 건설된 키예프 의 정교회이다. 성 안드레아 교회는 우크라이나에서 보기 드문 옐리자베타 바로크 양식 건축물의 예로 언급된다. 가파른 언덕에 위치한 이 교회는 사도 안드레이가 슬라브 땅 크리스트교의 요람으로서 이곳의 위대한 미래를 예언했다고 믿어지며, 역사가 깊은 포딜 지역을 내려다보고 있다. 교회 이름은 우크라이나에 기독교를 전파했다는 전설이 전하는 기독교 성인인 사도 안드레아에서 유래된 이름이며, 교회의 길이는 31.7m, 너비는 20.4m, 높이는 50m이다.
1932년 소련 당국에 의해 폐쇄되었으며 1939년 이후에는 무신론 박물관으로 사용되었다. 제2차 세계 대전 기간 동안에는 교회 기능이 부활했지만 1961년에 다시 폐지되었다. 1968년에는 성 소피아 박물관의 분관으로 편입되었다. 1992년 우크라이나의 독립 이후에는 우크라이나 독립 정교회 소유가 되었다. 2008년부터 2018년까지 우크라이나 독립 정교회는 이곳을 모교회로 사용하도록 허용하였다.
21세기 초 이 건물은 불안정한 기초로 인해 심각한 문제에 직면했으며, 2010년대 말에 대대적인 개조 공사를 거쳤다.

## 사진

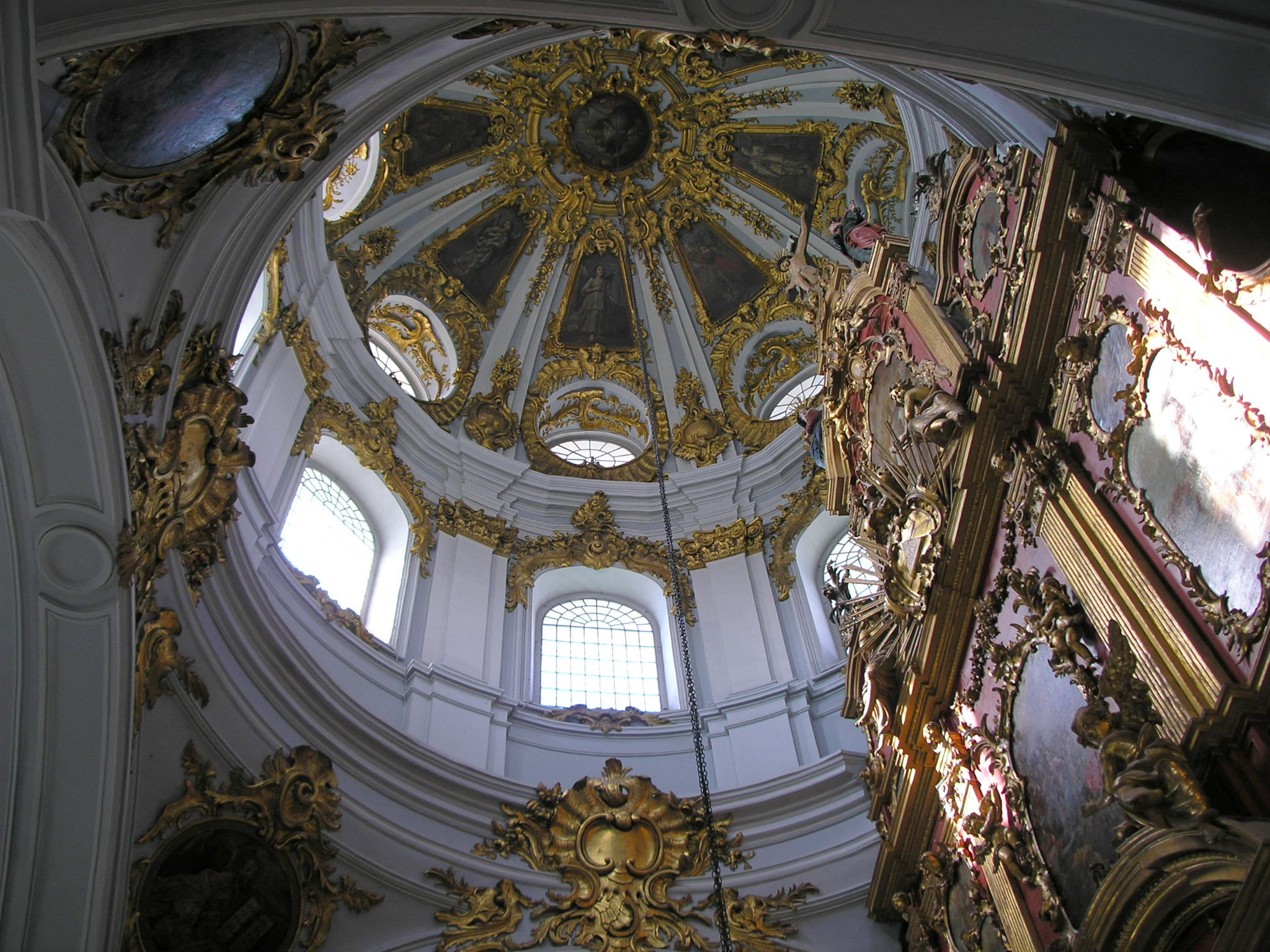
중앙 돔
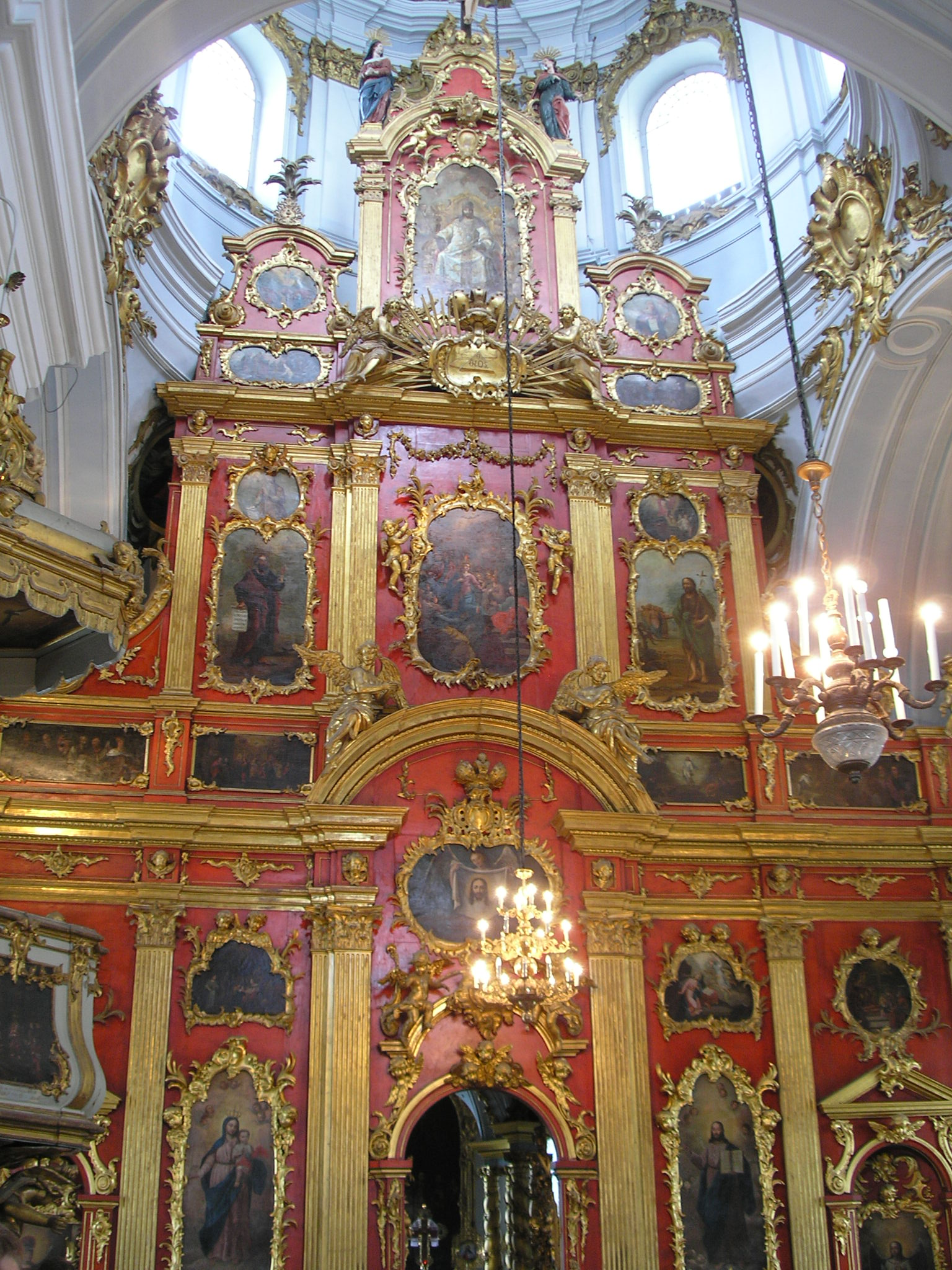
성화벽
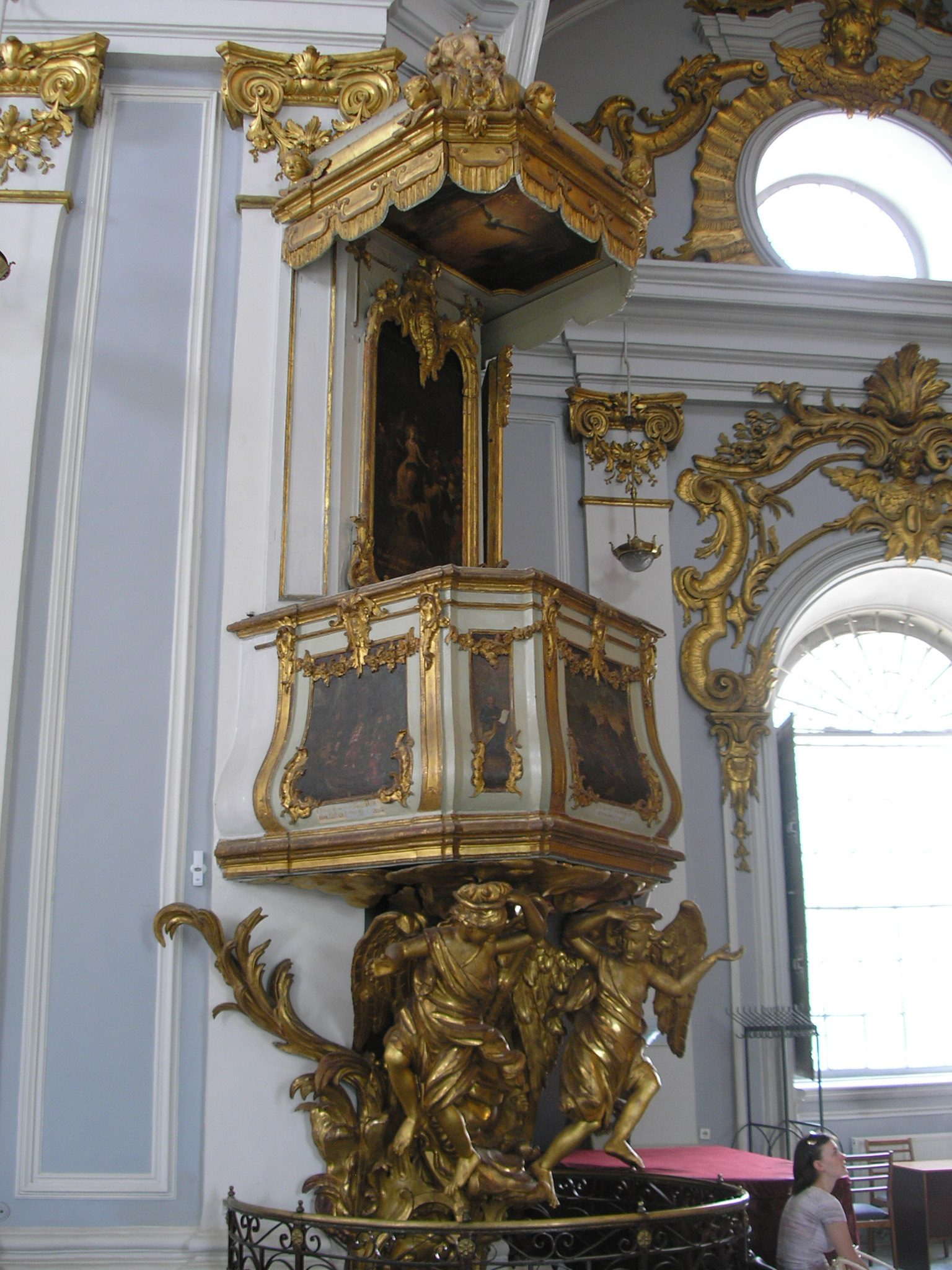
강단